# جيرمياه ترومان
جيرمياه ترومان (بالإنجليزية: Jeremiah Trueman)‏ مواليد 19 مايو 1987 في نيوزيلندا، هو لاعب كرة سلة نيوزلندي. بدأ مسيرته الاحترافية في سنة 2004.

## المسيرة الاحترافية
لعب مع نيو زيلاند بريكرز في الدوري الأسترالي في موسم 2009–2010، ثم لعب مع برث وايلدكاتز من سنة 2010 إلى 2013، ثم لعب مع نيو زيلاند بريكرز في الدوري الأسترالي في سنة 2013، ثم لعب مع برث وايلدكاتز في سنة 2014.